# Fañch Broudic
Fañch Broudic, né François Broudic à Buhulien (Côtes-d'Armor) en 1946, est un journaliste, écrivain et chercheur français de langues bretonne et française.

## Biographie
Fañch Broudic poursuit ses études supérieures à l'université de Brest. En 1969, Fañch Broudic participe à la création du Centre de recherche bretonne et celtique (CRBC), et en devient le premier et seul employé comme documentaliste. De 1968 à 1970, il est secrétaire du Comité d'action pour la langue bretonne qui organisera plusieurs manifestations revendicatives, dont une marche de Plouay à Lorient en 1970. Par la suite, son itinéraire politique le mènera vers le PCF avec Yves Le Berre et Jean Le Dû, enseignants de breton à l'université à Brest.

### Média
Entre 1964 et 2007, il anime des émissions en breton à la radio et à la télévision. Il coproduit avec Mari Kermarrec le magazine régional « Liou an amzer » sur Radio Armorique, en étant également responsable des émissions en langue bretonne. À partir de 1971, il travaille pour France 3 Ouest, pour des magazines de la série Breiz o veva En 1975, il est nommé responsable des actualités en breton à Brest. Il est journaliste bilingue à FR3 Bretagne à partir de 1982 et passe rédacteur en chef à France 3 Iroise de 1992 à 1997. Il a effectué plus de 1 700 reportages pour son journal en langue bretonne An taol lagad (« Le coup d’œil »).  
En 1991 il devient le producteur délégué des programmes en langue bretonne sur France 3 Ouest. Il produit Red an amzer tous les dimanches à partir de 1997. Il continue la télévision, parallèlement à ses activités de documentaliste au centre de recherche bretonne et celtique de l'université de Brest, avant de prendre officiellement sa retraite en 2009.

### Écrivain, éditeur
De 2002 à 2016, il préside la fédération culturelle bretonne Emgleo Breiz, ce qui lui donne la responsabilité des éditions en breton de Emgleo Breiz, de la revue littéraire en breton Brud Nevez et des revues pédagogiques en breton Ar Skol vrezoneg et Ar Helenner. Ce groupe d'associations soutient l'utilisation de ce que ses partisans appelaient à l'origine l'orthographe universitaire (délaissée depuis par les universitaires) par opposition à celle dénommée peurunvan, plus répandue.
Les publications récentes de Fañch Broudic se concentrent essentiellement sur l'histoire et l'évolution de la langue bretonne. Il a travaillé pour des magazines comme Armor Magazine.
En 2004, après un colloque à l'INALCO durant lequel il présente « L'évolution de la pratique sociale du breton », il intègre le comité scientifique de l'Histoire sociale des langues de France. Ce collectif HSLF mène pour principal projet l'édition d'un ouvrage, paru en 2013 (PUR).

### Études et enquêtes
En 1993, il obtient le titre de docteur ès lettres en « Civilisation et cultures de la Bretagne et des pays de langue celtique ». Sa thèse, consacrée à « L'évolution de la pratique du breton de la fin de l'Ancien Régime à nos jours », lui vaut la mention très honorable, avec félicitations du jury.
En tant que membre associé du Centre de recherche bretonne et celtique, il mène des recherches sociolinguistiques et historiques sur la pratique du breton.
Il a effectué des enquêtes pour le Conseil régional de Bretagne et l'Académie de Rennes.

## Publications

### En français
- Langue et littérature bretonne. Dix ans de bibliographie. 1973-1982. Brest : Brud Nevez, 1984.
- Taolennou ar baradoz, Le Chasse-Marée / Ed. de l'Estran, Douarnenez, 1988,  (ISBN 2-903708-15-0)
- Évolution de la pratique du breton de la fin de l'Ancien Régime à nos jours, thèse, université de Bretagne occidentale, Brest, 1993
- La Pratique du breton de l'Ancien Régime à nos jours, Presses Universitaires de Rennes, 1995, Collection Des Sociétés, 490 p.  (ISBN 2868471285)
- L'Interdiction du breton en 1902. La IIIe République contre les langues régionales, Coop Breizh, Spézet, 1996, 182 p.  (ISBN 2-909924-78-5)
- À la recherche de la frontière. La limite linguistique entre Haute et Basse-Bretagne aux XIXe et XXe siècles, Ar skol vrezoneg, Brest, 1997, 176 p.  (ISBN 2-906373-44-3)
- Histoire de la langue bretonne, éditions Ouest-France, Rennes, 1999,  (ISBN 2-7373-2495-5)
- Le breton, langue en danger ? dans : Parlons du breton. Association Buhez. Rennes, Ed. Ouest-France, 2001, p. 7-26, ill.
- L'opinion des Bretons concernant leur langue, Bulletin de la Société archéologique du Finistère, tome CXXXII, année 2003 [2004], p. 435-445.
- Une polémique entre bretonnants en 1908 sur l'usage du "symbole". Langues de l'histoire, langues de la vie. Mélanges offerts à Fañch Roudaut, Association Les amis de Fañch Roudaut, 2005, p. 319-330.
- Le breton comme pratique et comme enjeu dans les campagnes électorales du printemps 2002, Bulletin de la Société Archéologique du Finistère, 2005, p. 155-162.
- Le breton : une langue en questions, Emgleo Breiz, Brest, 2007, 205 p.  (ISBN 2-911210-71-9)
- Parler breton au XXIe siècle. Le nouveau sondage de TMO Régions, Emgleo Breiz, Brest, 2009, 208 p.  (ISBN 2-911210-91-3)
- Histoire sociale des langues de France, sous la direction de Georg Kremnitz, avec le concours de Fañch Broudic et du Collectif HSLF, Presses universitaires de Rennes, 2013, 912 p.  (ISBN 978-2-7535-2723-2)

### En breton
- Roll al leoriou hag ar pennadou bet embannet e brezoneg e 1973 = Bibliographie des publications en langue bretonne. Année 1973. In : Studi, no 1, Kerzu/Décembre 1974
- Roll al leoriou hag ar pennadou bet embannet e brezoneg e 1974 = Bibliographie des publications en langue bretonne. Année 1974. In : Studi, no 5, Ebrel/Avril 1976
- Roll al leoriou hag ar pennadou bet embannet e brezoneg e 1975 = Bibliographie des publications en langue bretonne. Année 1975. In : Studi, no 10, Genver/Janvier 1979
- Ar bed o trei. Eun dibab a skridou a-vremañ evid ar skoliou brezoneg. Brest : Ar Helenner, 1983.
- Roparz, Jakez hag o diskibien, Ar Skol Vrezoneg, Brest, 1993,  (ISBN 2-906373-31-1)
- Combes a-eneb ar brezoneg, Brud Nevez, Brest, 1998,  (ISBN 2-86775-174-8) (BNF 37166110)
- Ar brezoneg hag ar vrezonegerien e 1997. Eun enklask kaset da benn gand TMO-régions, Brud Nevez, no 207, genver 1998, p. 5-59.
- Eun dra bennag a zo da jeñch er bed. Emile Masson ha Brug, 1913-1914. Brud Nevez, 2003. – 330 p.
- Moueziou a leh all. Troidigeziou, Brud Nevez, 2005.

## Archives
Fañch Broudic a déposé une partie de ses archives à la Bibliothèque Yves Le Gallo du Centre de recherche bretonne et celtique (CRBC) de l'Université de Bretagne occidentale, soit plus de 220 boîtes d'archives dont l'inventaire est disponible sur le site du CRBC.